# Mermessus floridus
Mermessus floridus là một loài nhện trong họ Linyphiidae.
Loài này thuộc chi Mermessus. Mermessus floridus được Alfred Frank Millidge miêu tả năm 1987.